# Castello a Mare
Castello a Mare (en prononcé : [kaˈstɛllo a mˈmaːre]) ou Castellammare (en prononcé : [kaˌstɛllamˈmaːre]) est une ancienne forteresse qui gardait l'entrée du port de Palerme dans La Cala. 

## Histoire
Sa présence est attestée à partir du XIIe siècle mais a été édifiée sur une forteresse plus ancienne. Selon Tommaso Fazello, Roger aurait redonné au site son statut militaire acquis de longue date après une transformation en mosquée par les Arabes.
Situés dans le quartier Castello San Pietro, des vestiges sont visibles, dont certains sont ouverts au public. 
Il y a un donjon normand, une porte fortifiée ou d'entrée, et les restes d'un système défensif sophistiqué datant de la Renaissance, en forme d'étoile.

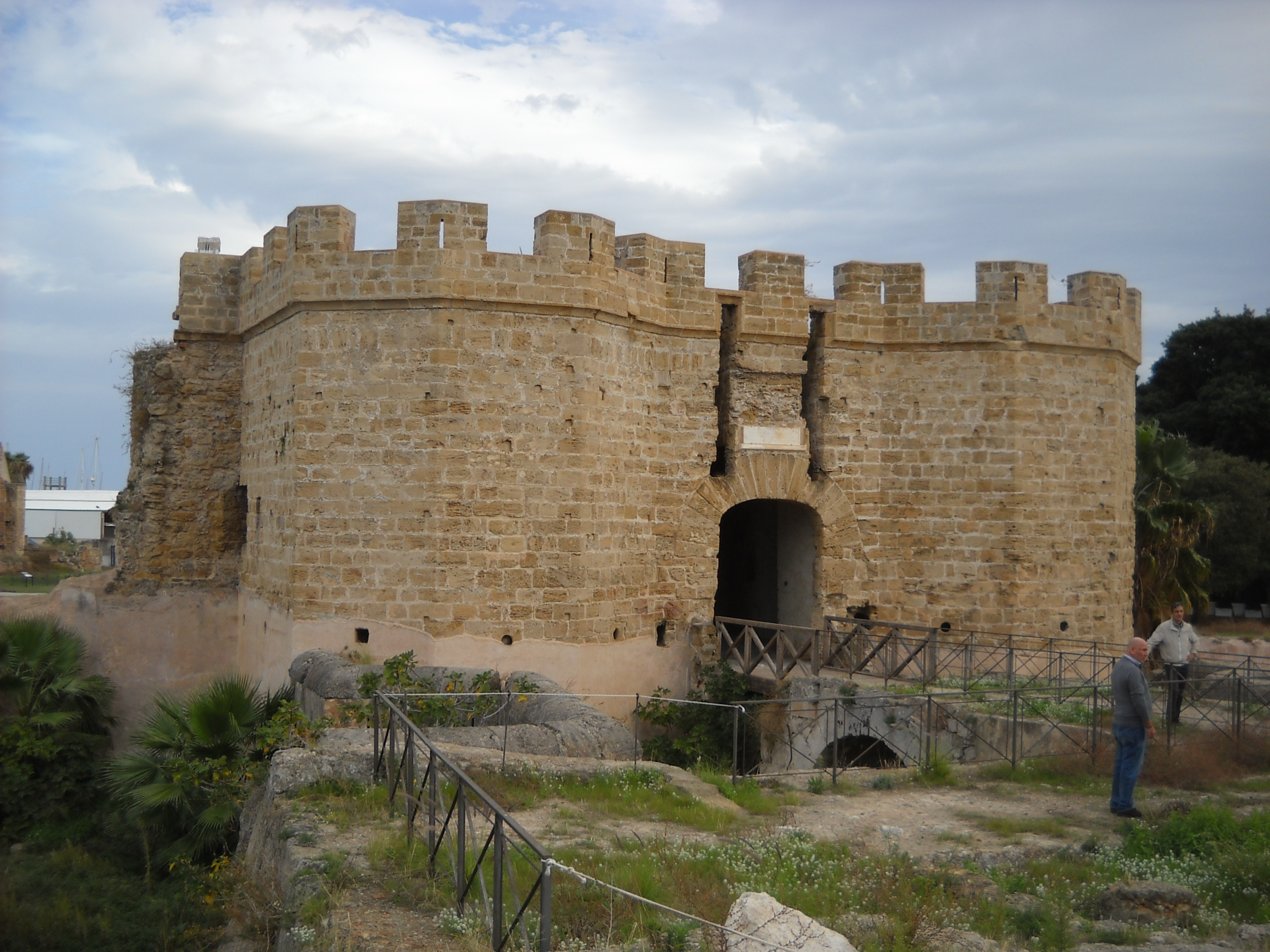
Castello a Mare, Palerme.
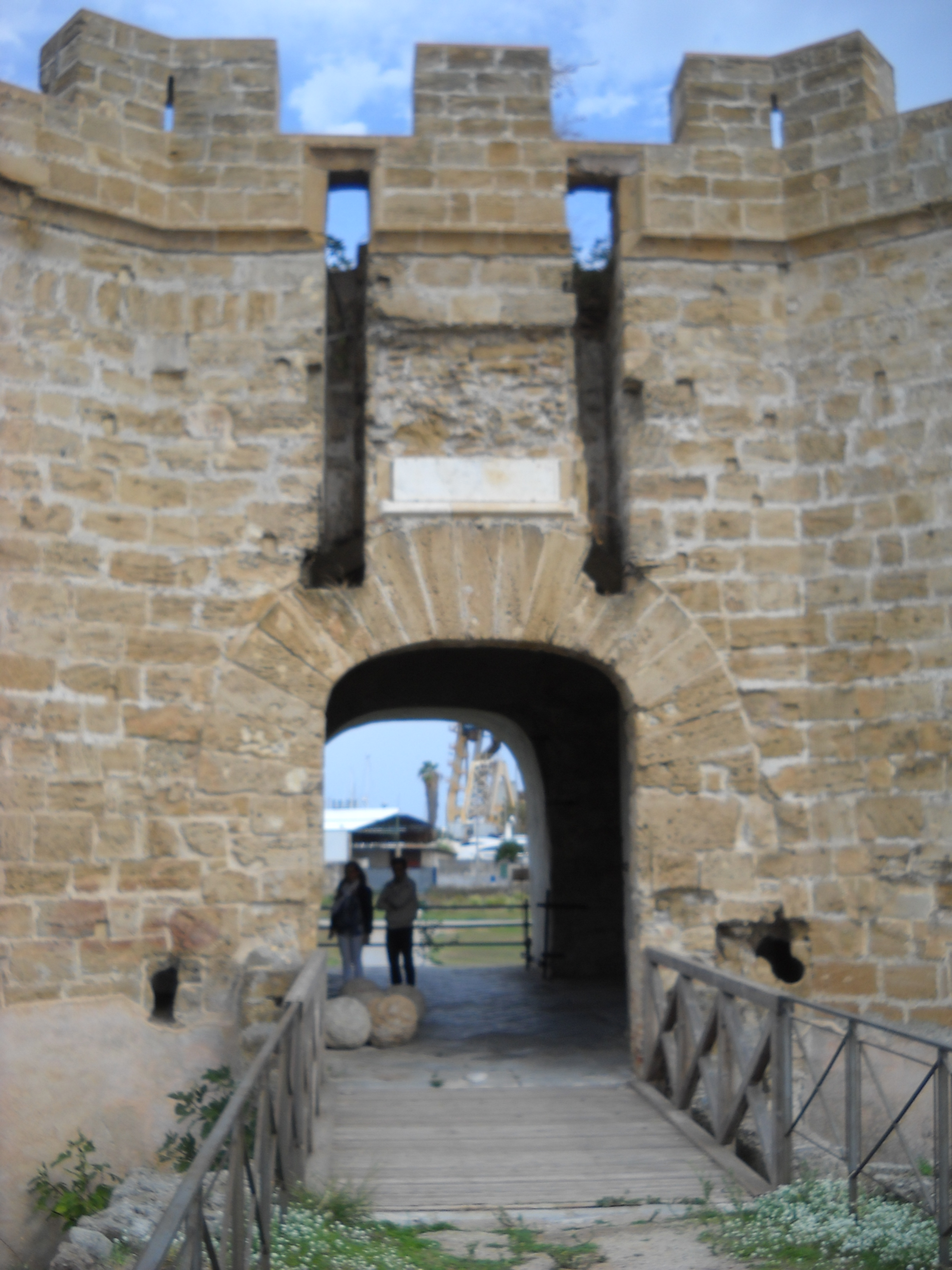
Castello a Mare de Palerme, entrée principale.
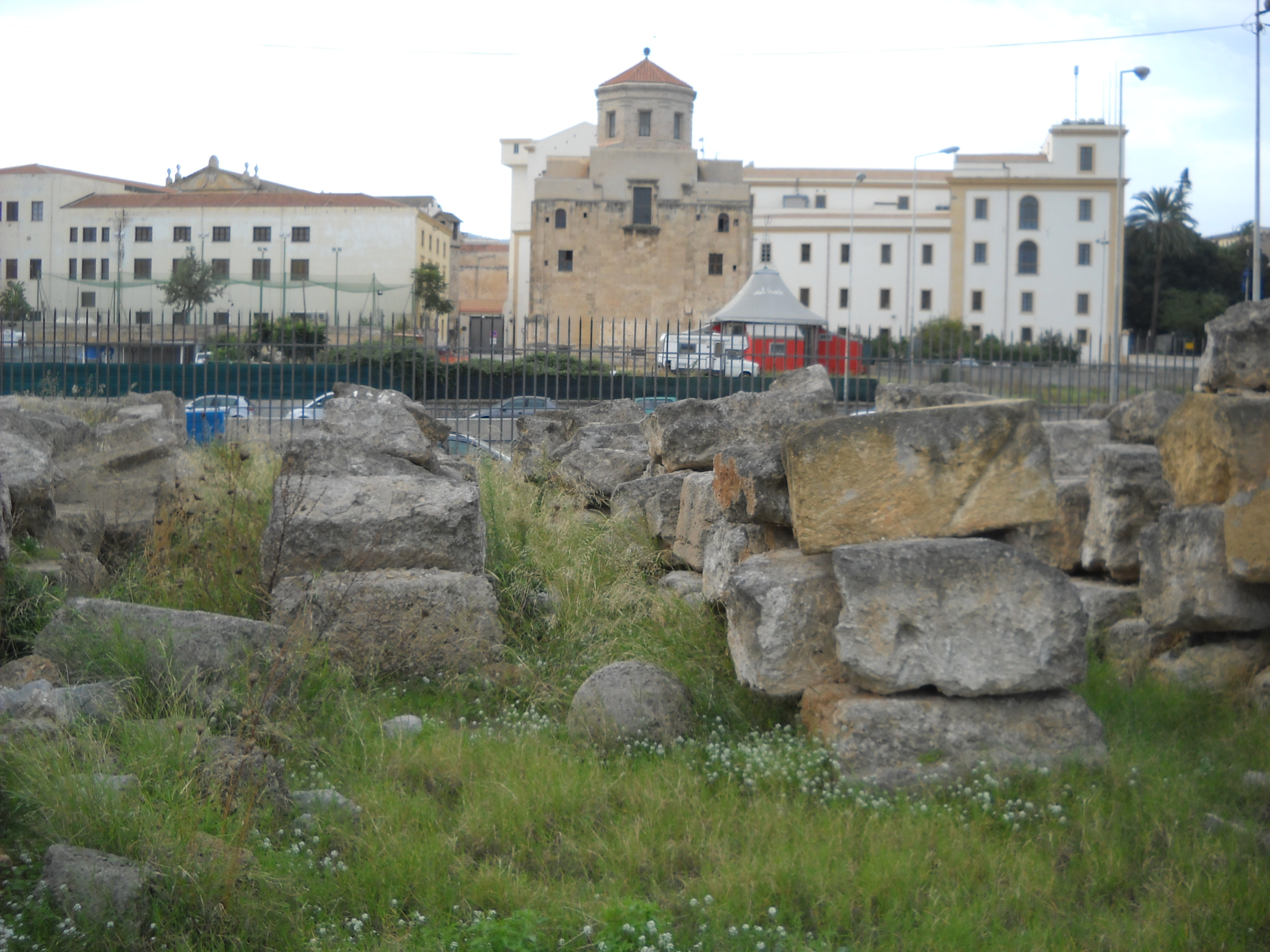
Parc archéologique de Castellammare.
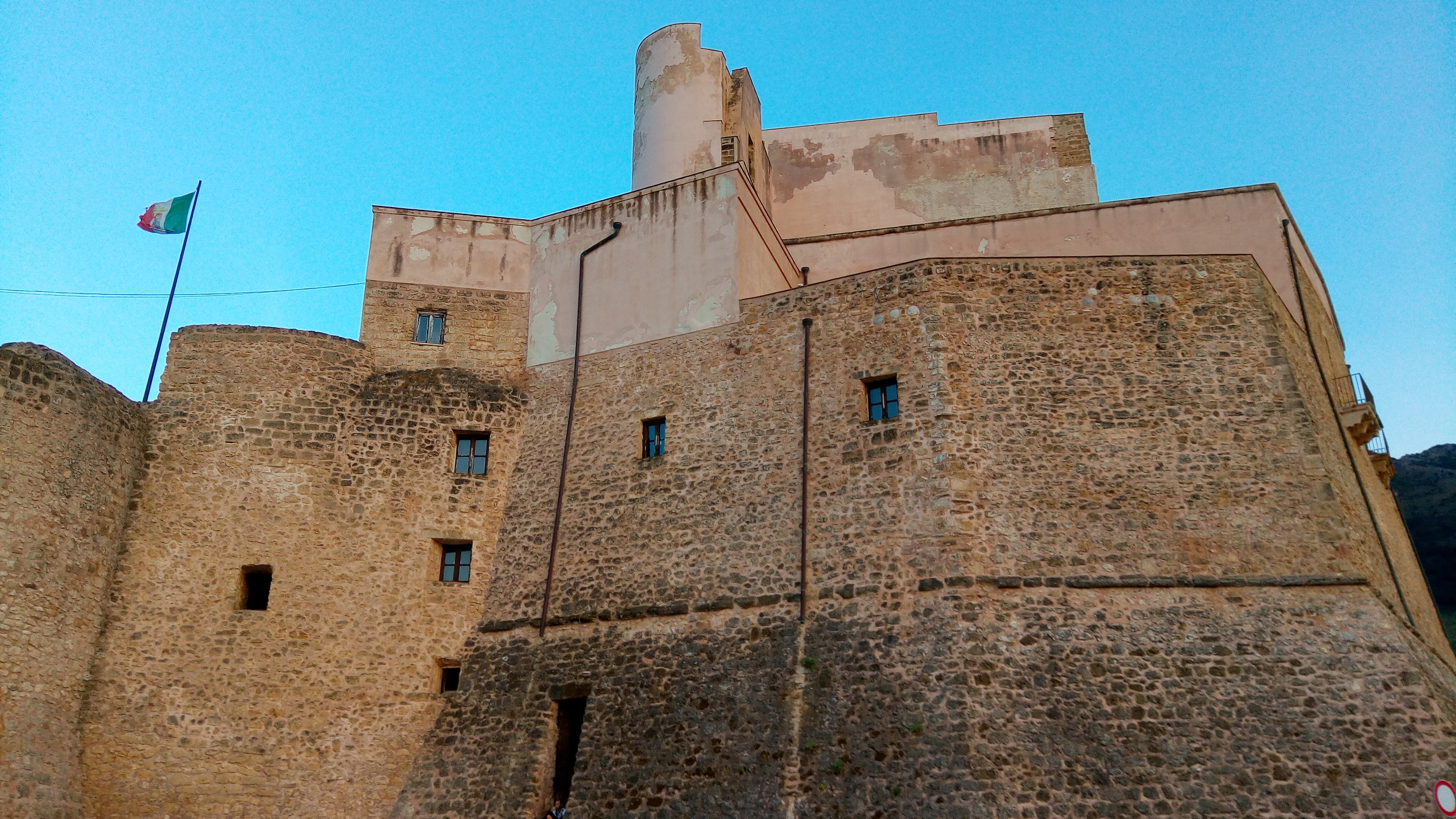
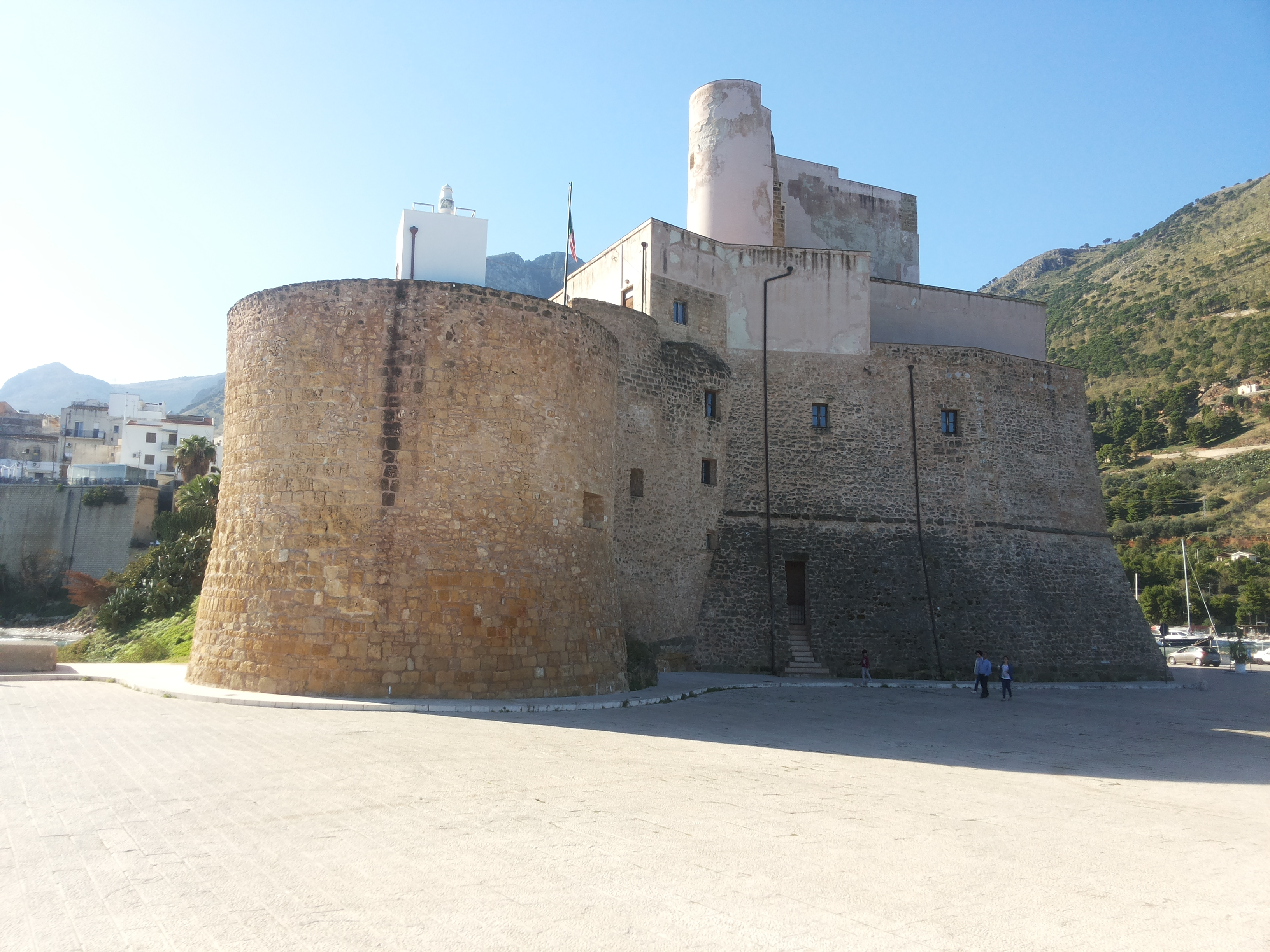